# Makroekonomický model
Makroekonomický model je analytický nástroj určený k popisu fungování problémů ekonomiky země nebo regionu. Tyto modely jsou obvykle navrženy tak, aby zkoumaly srovnávací statiku a dynamiku agregovaných veličin, jako je celkové množství vyrobeného zboží a služeb, celkový vydělaný příjem, úroveň zaměstnávání výrobních zdrojů a úroveň cen.
Makroekonomické modely mohou být logické, matematické a / nebo výpočetní; různé typy makroekonomických modelů slouží různým účelům a mají různé výhody a nevýhody.
K objasnění a ilustraci základních teoretických principů lze použít makroekonomické modely; mohou být použity k testování, porovnání a kvantifikaci různých makroekonomických teorií; mohou být použity k vytvoření scénářů „co kdyby“ (obvykle k předpovědi dopadů změn měnové, fiskální nebo jiné makroekonomické politiky); a mohou být použity ke generování ekonomických předpovědí.
Makroekonomické modely jsou tedy široce používány na akademické půdě ve výuce a výzkumu a jsou také široce používány mezinárodními organizacemi, národními vládami a většími korporacemi, stejně jako ekonomickými konzultanty a think-tanky.